# Gérard Edelinck
Gérard Edelinck (Amberes, 20 de octubre de 1649–París, 2 de abril de 1707) fue un grabador francés de origen flamenco. Se especializó en el grabado de reproducción mediante la técnica a buril, difundiendo pinturas y demás diseños de otros artistas. Amigo del retratista Hyacinthe Rigaud, fue uno de los más ilustres artífices del reinado de Luis XIV de Francia.

## Biografía
Nacido en Amberes, fue alumno del grabador Cornelis Galle II, de la famosa saga Galle. Ingresó en la guilda local de artistas en 1663.
Marchó a París en 1666 y perfeccionó su arte con el maestro Jean-Baptiste de Poilly. Se hizo ciudadano francés en 1675.
Apoyado por el ministro Colbert, recibió los títulos de caballero de la Orden de Saint Michel, de grabador de cámara con pensión, y fue nombrado profesor en la factoría de tapices de los Gobelinos. Fue admitido en la Real Academia de Pintura y Escultura de París en 1677.
Edelinck es considerado la cima del grabado francés del siglo XVII; no tanto por su originalidad o inventiva (siempre se basó en diseños ajenos) como por técnica depurada y fidelidad descriptiva. Según los críticos, sus estampas mantienen una calidad altísima, en un equilibrio entre el dibujo y la lograda plasmación de texturas y luces.
Popularizó gran número de imágenes famosas: Sagrada Familia de Francisco I (Rafael Sanzio), Combate de cuatro jinetes (Leonardo da Vinci), La Virgen (Guido Reni), La familia de Darío (Charles Le Brun)...

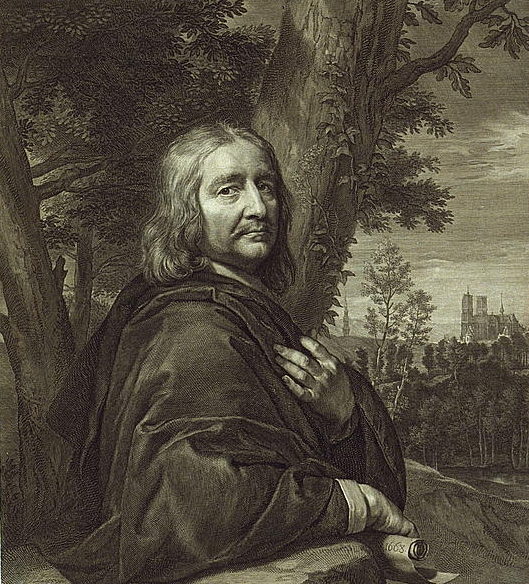
Retrato de Philippe de Champaigne, grabado de Edelinck según un autorretrato del pintor.

Especialmente reconocidos son sus retratos grabados, de personajes como Luis XIV, Descartes, Colbert y los pintores Charles Lebrun, su amigo íntimo Rigaud (quien le retrató a él) y Philippe de Champaigne. Este último grabado, copia de un autorretrato pintado hoy perdido, fue considerado por el mismo Edelinck como su mejor obra; con él ganó su ingreso en la citada Academia de París. 
Se le catalogan unas 400 imágenes grabadas.
Tuvo dos hermanos, Jean y Gaspard, y un hijo, Nicolas Etienne, que también produjeron grabados.